# Чурбашская
Чурбашская (также Чурубашская, Тапсис; крымскотат. Çürübaş, Чюрюбаш) — балка на юго-востоке Керченского полуострова, длиной 22,0 км, с площадью водосборного бассейна 112 км². Исток балки находится северо-восточнее села Горностаевка, пролегает почти в восточном направлении. Впадает в Чурбашское озеро в селе Приозёрное. У Чурбашской 14 притоков, из них 13 безымянных; один приток, начинающийся в 1 километре к северо-северо-востоку от села Ивановка и впадающий в Приозёрном, носит название Терновая балка; в балке сооружены 4 пруда общей площадью 27 гектаров.
На карте конца XIX века обозначена, как река Тапсис. В балке находятся остатки античного города Илурат. Преобладающий тип растительности — степной, по тальвегу балки и на образованных в ней прудах — водно-болотные сообщества. В балке предлагается создание объекта природно-заповедного фонда.